# Giuseppe Siotto Pintor
Giuseppe Siotto Pintor (Cagliari, 13 settembre 1808 – Cagliari, 7 marzo 1855) è stato un politico italiano.

## Biografia
Fratello di Giovanni, era professore di Diritto Pubblico Amministrativo presso l'Università di Cagliari. Fu Deputato del Regno di Sardegna per tre legislature, eletto nel collegio di Isili II.